# Zona de comercio preferencial
Una zona de comercio preferencial es un bloque comercial que otorga acceso preferencial a determinados productos de determinados países. Se establece mediante un tratado de comercio por el que se reducen los aranceles aduaneros, pero no las elimina totalmente. Su finalidad es potenciar el comercio bilateral entre ellos.
Un ejemplo de zona de comercio preferencial es el formado por la Unión Europea y los Estados de África, del Caribe y del Pacífico (ACP).
Puede decirse que es la modalidad más débil de integración económica.